# Ribeira Seca (Vila Franca do Campo)
Ribeira Seca é uma freguesia portuguesa do município de Vila Franca do Campo com 5,53 km² de área e 1005 habitantes (censo de 2021). A sua densidade populacional é 181,7 hab./km².
Foi criada em julho de 2002, por desmembramento da freguesia de São Miguel.

## Demografia
A população registada nos censos foi:
| Distribuição da População por Grupos Etários | Distribuição da População por Grupos Etários | Distribuição da População por Grupos Etários | Distribuição da População por Grupos Etários | Distribuição da População por Grupos Etários |
| -------------------------------------------- | -------------------------------------------- | -------------------------------------------- | -------------------------------------------- | -------------------------------------------- |
| Ano                                          | 0-14 Anos                                    | 15-24 Anos                                   | 25-64 Anos                                   | > 65 Anos                                    |
| 2011                                         | 240                                          | 182                                          | 573                                          | 111                                          |
| 2021                                         | 165                                          | 127                                          | 574                                          | 139                                          |

### Eleições para a Junta de Freguesia
Resultados:
| Data | %       | M       | %  | M     | Participação |   |                |
| Data | PPD/PSD | PPD/PSD | PS | PS    | Participação |   |                |
| ---- | ------- | ------- | -- | ----- | ------------ | - | -------------- |
| Data | 2021    | 66.98   | 6  | 30.16 | Participação | 3 | 62,25 / 100,00 |